# Morenci (Michigan)
Morenci ist eine US-amerikanische Kleinstadt in Lenawee County im Süden Michigans. Das U.S. Census Bureau hat bei der Volkszählung 2020 eine Einwohnerzahl von 2270 ermittelt.

## Geographie
Nach Daten des United States Census Bureau beläuft sich Stadtgebiet auf 45,9 km².

## Demographie
Nach der Volkszählung im Jahr 2000 lebten in Morenci 2.398 Einwohner, die sich auf 877 Haushalte und 644 Familien aufteilten. Die Bevölkerungsdichte lag bei 438,8 Einwohner pro km².
Ethnisch betrachtet setzte sich die Bevölkerung zusammen aus 97,00 % weißer Bevölkerung, 0,13 % afrikanischer Abstammung, 0,33 % aus amerikanischen Ureinwohnern, 0,33 % asiatischer Abstammung, 0,63 % anderer Abstammung, sowie 1,58 % zwei oder mehr Abstammungslinien. 3,50 % der Einwohner waren spanischer oder latein-amerikanischer Abstammung.
Von den <<Haushalte>> Haushalten hatten 39,3 % minderjährige Kinder, die noch im Haushalt lebten. 56,7 % waren verheiratete, zusammen lebende Paare. 11,3 % waren alleinerziehende Mütter und 26,5 % waren keine Familien. 22,5 % waren Singlehaushalte, und in 12,8 % der Haushalte lebten Menschen im Alter von 65 oder darüber.
Das mittlere Haushaltseinkommen lag bei 40.050 US-Dollar, das mittlere Familieneinkommen bei 46.324 US-Dollar. Das mittlere Einkommen bei männlichen Einwohnern lag bei 33.459 US-Dollar, bei weiblichen bei 22.288 US-Dollar. Das Pro-Kopf-Einkommen lag bei 16.557 US-Dollar. 7,4 % der Familien und 9,7 % der Bevölkerung lebten unter der Armutsgrenze, darin sind 14,4 % der Einwohner unter 18 Jahren, und 6,8 % der Einwohner über 65 Jahren berücksichtigt.

## Söhne und Töchter der Stadt
- Tony Scheffler, American-Football-Spieler